# Втора битка при Дрепана
Втората битка при Дрепана или Обсадата на Дрепана (или Дрепанум, Drepanum) е битка през 243 пр.н.е. по време на Първата пуническа война между Римската република и Картаген пред град Дрепана (днес Трапани, Сицилия). Завършва с победа на римляните над картагенците.

## Обсадата
Римските офицери започват да строят машини, с които да съборят стените на картагенския град и отрязват пътищата за снабдяване с храна. Понеже не дошла помощ, жителите на града изчакват римляните да свършат със строенето на машините и побягват към тях. Римляните екзекутират някои, останалите картагенци продават в робство.